# Carmen Electra
Pour les articles homonymes, voir Electra.
Tara Leigh Patrick, dite Carmen Electra, est une actrice, mannequin, modèle Playboy, danseuse et chanteuse américaine, née le 20 avril 1972 à Sharonville, dans l'Ohio (États-Unis). 
Elle a connu la célébrité depuis son apparition dans le magazine Playboy, dans le jeu télévisé Singled Out sur MTV et dans ses rôles d'actrice dans des films parodiques tels que Scary Movie, Sexy Movie, Big Movie, Spartatouille et Disaster Movie.

## Biographie
Elle doit son pseudonyme au chanteur Prince dont elle est la protégée entre 1991 et 1993. Prince souhaite à cette époque investir dans un projet impliquant une femme rappeuse et convainc Tara de se rebaptiser « Carmen Electra ». Plusieurs fois reporté, l'album Carmen Electra sort le 9 février 1993 sur le label de Prince, Paisley Park Records. En dépit d'une enveloppe de 2 millions de dollars pour la promotion, l'album ne connaît pas le succès escompté auprès du public.
Carmen Electra a également assuré pendant un moment la première partie des concerts de Prince en Europe lors du Diamonds and Pearls Tour en 1992.
En 1998, elle interprète McKenna Ray dans The Chosen One: Legend of the Raven, un film mal reçu par la critique. Elle déclare alors au magazine Star System qu'elle prendra sa retraite à 40 ans. 
Elle a été mariée au basketteur Dennis Rodman du 14 novembre 1998 au 6 avril 1999, puis à Dave Navarro — guitariste de Jane's Addiction — du 22 novembre 2003 au 20 février 2007.

## Playboy
Pour lancer son disque, Carmen Electra décide de poser entièrement nue dans le magazine Playboy en mai 1996. Elle pose encore nue en juin 1997, décembre 2000 — pour faire la promotion de Scary Movie —, puis en avril 2003 et janvier 2009 ; elle fait la couverture du magazine pour les numéros de 2000, 2003 et 2009. 

## Britain's Got Talent
Pour la première fois de sa carrière, Carmen Electra fait partie du jury de Britain's Got Talent pour la saison 6, à l'occasion du congé maternité d'Amanda Holden.

## Filmographie

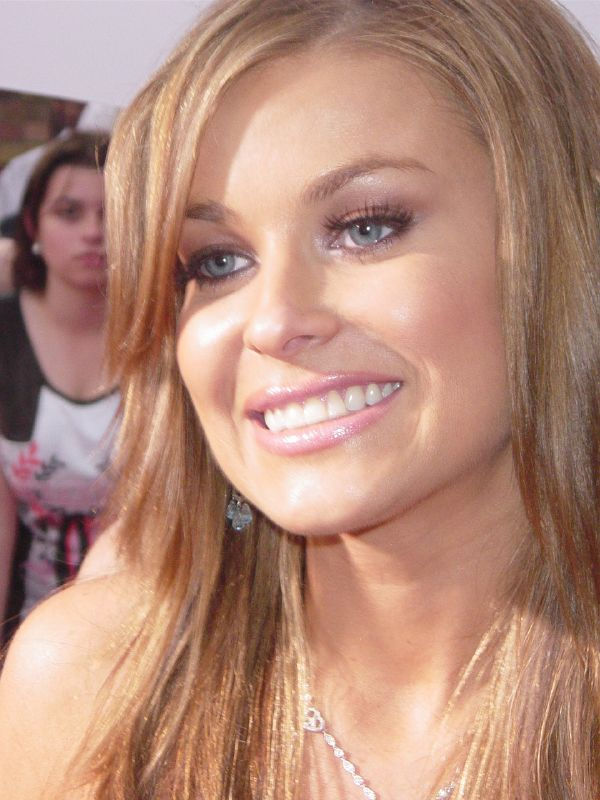
Carmen Electra aux MTV Video Music Awards de 2005.

### Cinéma
- 1997 : An American Vampire Story de Luis Esteban : Sulka
- 1997 : Good Burger de Brian Robbins : Roxanne
- 1998 : Starstruck de John Enbom : Iona Shirley
- 1998 : The Chosen One: Legend of the Raven : McKenna Ray / The Raven
- 1998 : Welcome to Hollywood d'Adam Rifkin et Tony Markes : Elle-même
- 1999 : Rencontre, Amour et Sexe (The Mating Habits of the Earthbound Human) de Jeff Abugov : Jenny Smith
- 1999 : Vacanze di Natale 2000 de Carlo Vanzina : Esmeralda
- 2000 : Scary Movie de Keenen Ivory Wayans : Drew Decker
- 2001 : Perfume de Michael Rymer : Simone
- 2001 : Allison Forever (Get Over It) de Tommy o Haver : Moira
- 2002 : Frères de sang (Whacked!) : Laura
- 2002 : Sol Goode de Danny Comden : Trésor
- 2002 : Naked Movie : Elle-même
- 2003 : Alerte à Malibu - Mariage à Hawaï (Baywatch: Hawaiian Wedding) : Leilani « Lani » McKenzie
- 2003 : Filles de bonne famille (Uptown Girls) : Une célébrité
- 2003 : Mon boss, sa fille et moi (My Boss's Daughter) de David Zucker : Tina
- 2003 : Rent Control de David Eric Brenner : Audrey
- 2004 : Starsky et Hutch de Todd Phillips : Staci
- 2004 : 30 Days Until I'm Famous : Pauline
- 2004 : Max Havoc: Curse of the Dragon de Albert Pyun : Debbie
- 2004 : L'Île des insectes mutants (Monster Island) : Elle-même
- 2005 : Dirty Love de John Asher : Michelle Lopez
- 2005 : Searching for Bobby D de Paul Borghese : Rebecca
- 2005 : Treize à la douzaine 2 (Cheaper by the Dozen 2) de Adam Shankman : Sarina Murtaugh
- 2006 : Sexy Movie (Date Movie) de Aaron Seltzer : Anne
- 2006 : Scary Movie 4 de David Zucker : Holly
- 2006 : Hot Tamale de Michael Damian : Riley
- 2006 : Getting Played de David Silberg : Lauren
- 2006 : Tellement menteur (Full of It) : Elle-même
- 2006 : Pledge This: Panique à la fac ! (Pledge This) : Elle-même
- 2006 : American Dreamz : Elle-même
- 2007 : Big Movie  (Epic Movie) : Mystique
- 2007 : I Want Candy  de Stephen Surjik : Candy Fiveways
- 2007 : Le Jackpot de Noël (Christmas in Wonderland) : Ginger Peachum
- 2008 : Spartatouille (Meet the Spartans) : Reine Margo
- 2008 : Disaster Movie : La Tueuse
- 2008 : Histoires enchantées (Bedtime Stories) : La fille sexy
- 2009 : Oy Vey! My Son Is Gay! : Sybil Williams
- 2010 : Back Nine : Judy
- 2010 : Barry Munday : Une icône de beauté
- 2011 : American Hot'lidays (Mardi Gras : Spring Break) : Elle-même
- 2012 : L'Attaque du requin à deux têtes / Sharks : silencieux et mortels (2-Headed Shark Attack) : Anne Babish
- 2014 : Lap Dance : Lexus
- 2015 : Book of Fire : Theodora
- 2015 : Chocolate City : La DJ

### Séries
- 1996 : Un privé à Malibu (Baywatch Nights) : Candy (saison 1, épisode 19)
- 1997 : Voilà ! (Just Shoot Me !) : Elle-même (saison 2, épisode 5)
- 1997 - 1998 : Alerte à Malibu (Baywatch) : Leilani « Lani » McKenzie (saison 8)
- 1997 : Pacific Blue : Leilani « Lani » McKenzie (saison 3, épisode 14)
- 1998 : Un toit pour trois (Two Guys, a Girl and a Pizza Place) : Isabella (saison 1, épisode 10)
- 1998 : Spécial OPS Force (Soldier of Fortune, Inc.) : Tanya (saison 2, épisode 3)
- 1999 : Hyperion Bay : Sarah Hicks
- 1999 : Malcolm & Eddie : Kelly (saison 4, épisode 7)
- 2002 : Sexe et Dépendances (Off Centre) : Elle-même (saison 2, épisode 3)
- 2002 : Les Simpson (The Simpsons) : Elle-même - voix (saison 13, épisode 21)
- 2003 : Les Rois du Texas (King of the Hill) : Angela - voix (saison 7, épisode 11)
- 2003 : Greetings from Tucson : Rosa (saison 1, épisode 20)
- 2003 : Eve : Zan (saison 1, épisode 4)
- 2004 : Dr House (House, M.D.) : Elle-même (saison 1, épisode 21)
- 2004 : Monk : Chloé Blackburn (saison 3, épisode 2)
- 2004 : Method et Red (Method & Red) : Kerry Norris (saison 1, épisode 5)
- 2004 - 2005 : Les Décalés du cosmos (Tripping the Rift) : Six - voix
- 2005 : Les Lectures d'une blonde (Stacked) : Nikki (saison 2, épisode 3)
- 2005 : Fat Actress : Elle-même (saison 1, épisode 2)
- 2005 : La Star de la famille (Hope & Faith) : Elle-même (saison 2, épisode 15)
- 2005 : American Dad! : Lisa Silver - voix (saison 1, épisode 1)
- 2005 : Summerland : Mona Canatti (saison 2)
- 2005 - 2006 : Joey : Elle-même (saison 1, épisode 22 et saison 2, épisode 15)
- 2008 : Hollywood Residential : Elle-même (saison 1, épisode 3)
- 2009 : Reno 911, n'appelez pas ! (Reno 911!) : Mademoiselle Uecker (saison 6, épisode 7)
- 2013 : 90210 Beverly Hills : Nouvelle Génération : Vesta (saison 5, épisodes 5 et 8)
- 2013 : Suburgatory : Elle-même (saison 2, épisode 20)
- 2014 : Franklin & Bash : Bridget Barnes (saison 4, épisode 7)
- 2016 : Jane the Virgin : Elle-même (saison 3, épisode 7)
- 2024 : That '90s Show : Elle-même

### Émissions de télé-réalité
- 2004 : Strip Poker : Les filles de Las Vegas (Strip Poker Invitational) : Elle-même (animatrice - saison 1)
- 2009 : Party Monsters (Part Monsters : Cabo) : Elle-même (invitée - saison 1, épisode 5)
- 2009 : L'Incroyable Famille Kardashian (Keeping Up with the Kardashians) : Elle-même (invitée - saison 6, épisodes 3 et 8)
- 2010 : Dancing with the Stars : Elle-même (invitée - saison 8, épisode 11)
- 2010 : La Prise Parfaite (Perfect Catch) : Elle-même (animatrice - saison 1)
- 2010 : Relations très Publiques (The Spin Crowd) : Elle-même (invitée - saison 1, épisode 7)
- 2011 : Tu crois que tu sais Danser ? / La Fièvre de la Danse (So You Think You Can Dance) : Elle-même (juge invitée - saison 8, épisode 12)
- 2012 : Britain's Got Talent : Elle-même (juge invitée - saison 6)
- 2013 : Le Monde selon Ryan Lochte (What Would Ryan Lochte Do?) : Elle-même (invitée - saison 1, épisode 5)
- 2014 : Sing Your Face Off : Elle-même (juge invitée - saison 1, épisode 6)
- 2016 : Hollywood Medium : Elle-même (invitée)
- 2016 - présent : Ex Isle : Elle-même (présentatrice)

## Voix françaises
En France
| - Rafaèle Moutier dans : - Alerte à Malibu (série télévisée) - Sexe et Dépendances - Alerte à Malibu : Mariage à Hawaï (téléfilm) - Summerland (série télévisée) - Le Jackpot de Noël - Chocolate City | - Nathalie Spitzer dans : - Starsky et Hutch - La Star de la famille (série télévisée) - Barbara Delsol dans : - Scary Movie - Spartatouille - Brigitte Virtudes dans Good Burger - Vanina Pradier dans Hyperion Bay (série télévisée) - Isabelle Langlois dans Carmen Electra's Aerobic Striptease - Laura Blanc dans Allison Forever - Jeanne Savary dans Mon boss, sa fille et moi - Véronique Desmadryl dans Treize à la douzaine 2 - Olivia Dalric dans Big Movie - Clotilde Morgiève dans Scary Movie 4 - Agnès Manoury dans L'Attaque du requin à deux têtes - Régine Teyssot dans Les Simpson (voix) - Élise Bertrand dans Les Décalés du cosmos (saisons 1 et 2) - Frédérique Bel dans Les Décalés du cosmos (saison 3) |

Au Québec
| - Camille Cyr-Desmarais dans : - Film de peur - La Fille de mon patron - Starsky et Hutch | - Viviane Pacal dans : - Moins cher la douzaine 2 - Film catastrophe et aussi - Isabelle Leyrolles dans Voici les Spartiates |

## Publicité
- 2012 : The Axe Bot : Elle-même (avec Romuald Boulanger, Keenan Cahill, Éric Judor et Christopher Lloyd)

## Discographie

### Album
1993 : Carmen Electra (Paisley Park Records)
- Go Go Dancer
- Good Judy Girlfriend
- Go On (Witcha Bad Self)
- Step to the Music
- S.T.
- Fantasia Erotica
- Everybody Get on Up
- Segue
- Fun
- Just a Little Lovin'
- All That
- This Is My House

### Singles
- 1992 Go Go Dancer
- 1993 Everybody Get on Up
- 1993 Fantasia Erotica
- 1998 Fun, 1998
- 2012 I Like It Loud feat. Bill Hamel (en) (réalisation du clip : Athena Maroulis)
- 2013 Bigger Dick feat. Mams Taylor (en)
- 2014 WERQ
- 2014 Around the World

## Jeux vidéo
Carmen Electra apparaît dans le jeu Def Jam: Fight For NY et dans Playboy: The Mansion (publié par Ubisoft pour la région PAL).